# Descendenții regelui Ludovic al XIV-lea

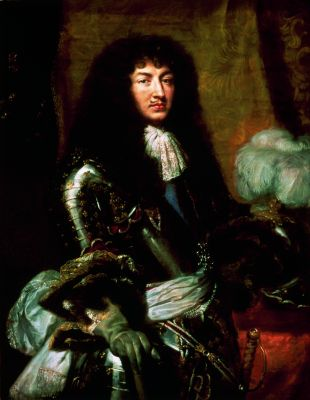
Ludovic al XIV-lea al Franței

Descendenții regelui Ludovic al XIV-lea al Franței, monarhul din Casa de Bourbon a Franței, sunt numeroși. Deși numai trei dintre copiii săi cu soția sa, Maria Tereza a Spaniei au supraviețuit copilăriei, Ludovic a avut numeroși copii nelegitimi cu metresle sale. Acest articol se ocupă cu copiii lui Ludovic al XIV-lea și descendenții lor seniori.

## Copii legitimi cu Maria Theresa a Spaniei
Ludovic al XIV-lea și Maria Theresa a Spaniei au avut șase copii, dintre care trei au murit după câteva zile.

### Maria Theresa a Spaniei
Maria Tereza s-a născut Infanta María Teresa a Spaniei (de asemenea cunoscută ca María Teresa a Austriei, fiind pe linie paternă stră-strănepoata unui Arhiduce de Austria), la mănăstirea regală El Escorial. Maria a fost fiica regelui Filip al IV-lea al Spaniei și a Elisabeta a Franței. Deci María Teresa a avut sângele combinat al regelui Filip al III-lea al Spaniei și a Margaritei de Austria, de partea tatălui ei, și al regelui Henric al IV-lea al Franței și a Mariei de Medici, de partea mamei sale.

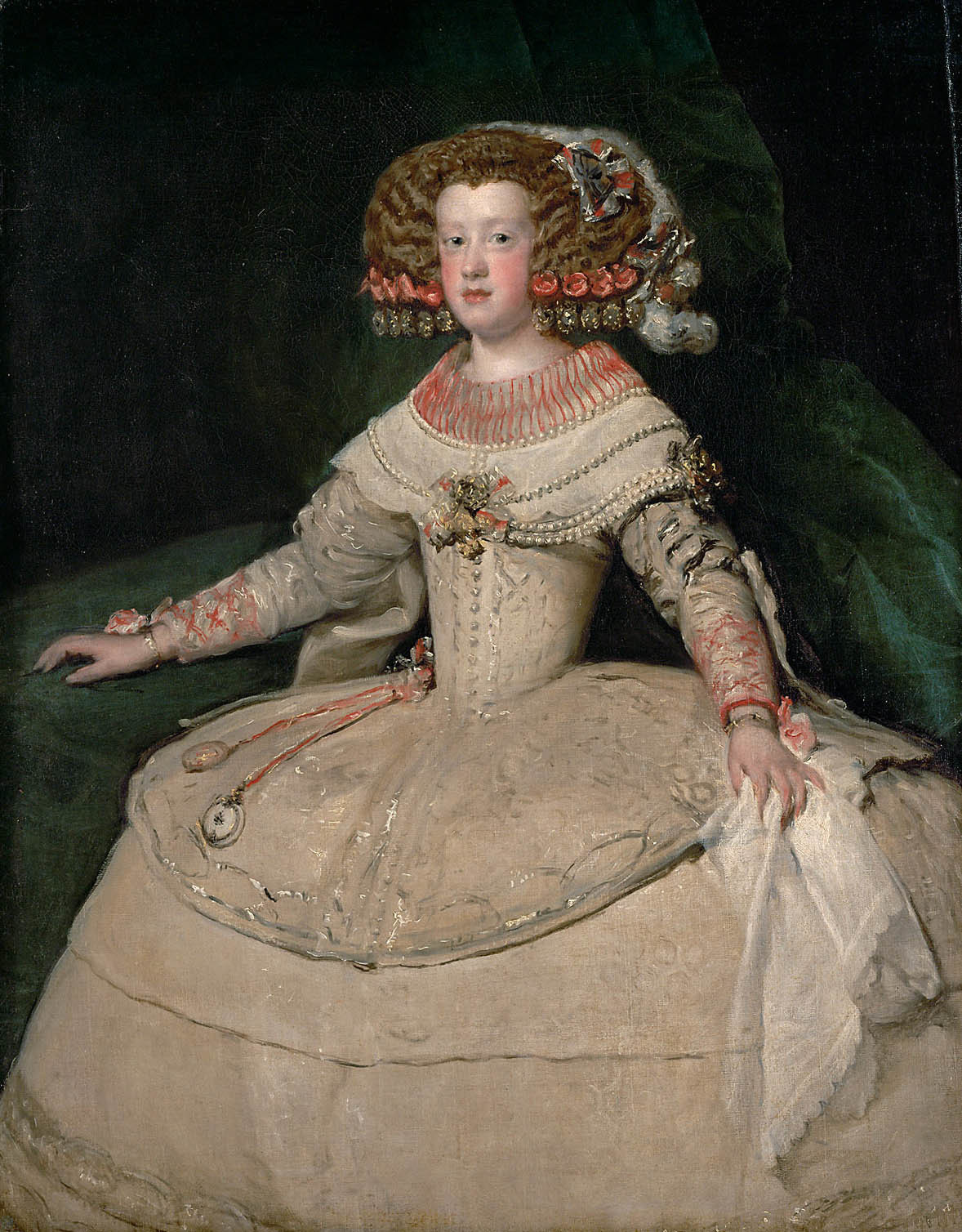
Infanta María Teresa de Diego Velázquez, c. 1652

La rândul său, Filip al III-lea a fost fiul lui Filip al II-lea al Spaniei și a Anei de Austria, care a fost, ea însăși, fiica lui Maximilian al II-lea, Împărat Roman și a Mariei a Spaniei. Filip al II-lea și Maria a Spaniei au fost frați, ambii fiind copii ai lui Carol Quintul și ai Isabelei a Portugaliei. Prin urmare, María Teresa, la fel ca mulți habsburgi, a fost un produs a generații de căsătorii regale între verișori primari.
În 1659, s-a propus o căsătorie între cele două familii regale ale Spaniei și Franței, ca un mijloc de a asigura pacea. María Teresa și Ludovic al XIV-lea erau veri primari de două ori. Tatăl lui era Ludovic al XIII-lea al Franței, care era fratele mamei ei, în timp ce tatăl ei era frate cu Ana de Austria, mama lui.
O astfel de perspectivă a fost extrem de ispititoare pentru Ana de Austria, mama lui Ludovic al XIV-lea și mătușa Mariei Tereza, care a dorit să pună capăt ostilităților între țara ei natală, Spania, și țara adoptivă, Franța. Ezitarea spaniolă și amânarea planurilor de căsătorie l-a determinat pe cardinalul Mazarin, primul ministru al Franței, să pretindă căutarea unei alte căsătorii pentru regele său, cu Margareta de Savoia.
Când Filip al IV-lea a auzit de întâlnirea de la Lyon între Casa Franței și Casa de Savoia, a exclamat că uniunea franco-savoiardă "nu poate fi și nu va fi". Filip a trimis la curtea Franței un emisar special pentru a deschide negocierile de pace și pentru căsătoria regală. După căsătoria prin procură cu regele francez la Fuenterrabia, Maria Tereza a devenit cunoscută ca Marie-Thérèse. Tatăl ei, Filip al IV-lea și întreaga curte spaniolă au însoțit mireasa până la Insula Fazanilor situată pe râul Bidassoa, unde Ludovic și curtea sa a întâlnit-o. La 7 iunie 1660 ea a părăsit țara natală Spania. Două zile mai târziu a avut loc o căsătorie religioasă în Saint-Jean-de-Luz, la biserica Saint Jean-Baptiste.  
Cei trei copii ai lui Ludovic și ai Mariei Tereza, care au supraviețuit mai mult de câteva zile sunt:
- Ludovic, Delfin al Franței (1661-1711)
- Prințesa Marie-Thérèse a Franței (1667-1672)
- Philippe-Charles al Franței (1668 -1671)

Singurul copil legitim care a atins vârsta matura a fost Delfinul Ludovic.

### Ludovic, Delfin al Franței
| Nume descendent                                        | Portret | Naștere | Căsătorie și copii                                                            | Deces                                    |
| ------------------------------------------------------ | ------- | --- | ----------------------------------------------------------------------------- | ---------------------------------------- |
| Ludovic, Delfin al Franței ("Marele Delfin") 1683–1711 |         | 1 noiembrie 1661 Palatul Versailles fiu al regelui Ludovic al XIV-lea și Mariei Theresa a Spaniei                                   | Ducesa Maria Anna Victoria de Bavaria 7 martie 1680 Châlons-sur-Marne 3 copii | 14 aprilie 1711 49 de ani                |
| Ludovic, Duce de Burgundia 1711–1712                   |         | 16 august 1682 Palatul Versailles fiu al lui Ludovic, Delfin al Franței și Mariei Anna de Bavaria                                   | Marie Adélaïde de Savoia 7 decembrie 1697 3 copii                             | 18 februarie 1712 30 de ani              |
| Ludovic, Duce de Bretania 1712                         |         | 8 ianuarie 1707 fiu al lui Ludovic, Duce de Burgundia și Marie Adélaïde de Savoia                                                   | necăsătorit                                                                   | 8 martie 1712 5 ani                      |
| Ludovic al XV-lea al Franței 1712–1774                 |         | 15 februarie 1710 Palatul Versailles fiu al lui Ludovic, Duce de Burgundia și Marie-Adélaïde de Savoia                              | Maria Leszczyńska 4 septembrie 1725 10 copii                                  | 10 mai 1774 Palatul Versailles 64 de ani |
| Ludovic al XVI-lea al Franței 1774–1793                |         | 23 august 1754 Palatul Versailles fiu al lui Ludovic, Delfin al Franței și Marie-Josèphe de Saxonia                                 | Maria Antoaneta 16 mai 1770 4 copii                                           | 21 ianuarie 1793 Paris 38 de ani         |
| "Ludovic al XVII-lea al Franței" 1785–1795             |         | 27 martie 1785 Palatul Versailles fiu al lui Ludovic al XVI-lea al Franței și Maria Antoaneta                                       | necăsătorit                                                                   | 8 iunie 1795 Templul din Paris 10 ani    |
| Ludovic al XVIII-lea al Franței 1795–1824              |         | 17 noiembrie 1755 Palatul Versailles fiu al lui Ludovic, Delfin al Franței și Marie-Josèphe de Saxonia                              | Marie Josephine Louise de Savoia 14 mai 1771 fără copii                       | 16 septembrie 1824 Paris 68 de ani       |
| Carol al X-lea al Franței 1824–1836                    |         | 9 octombrie 1757 Palatul Versailles fiu al lui Ludovic, Delfin al Franței și Marie-Josèphe de Saxonia                               | Marie Thérèse de Savoia 16 noiembrie 1773 3 copii                             | 6 noiembrie 1836 Gorizia 79 de ani       |
| Louis Antoine, Duce de Angoulême 1836–1844             |         | 6 august 1775 Palatul Versailles fiu al lui Carol al X-lea al Franței și Marie Thérèse de Savoia                                    | Marie-Thérèse-Charlotte a Franței iunie 1799 fără copii                       | 3 iunie 1844 Gorizia 68 de ani           |
| Henri, Conte de Chambord 1844–1883                     |         | 29 septembrie 1820 Palatul Tuileries fiu al lui Charles Ferdinand, Duce de Berry și Caroline Ferdinande Louise a celor Două Sicilii | Marie Thérèse de Austria-Este noiembrie 1846 fără copii                       | 24 august 1883 Gorizia 63 de ani         |

#### Sfârșitul unei dinastii
"Ludovic al XVII-lea" a fost ultimul moștenitor masculin pe linia directă a descendenților regelui Ludovic al XIV-lea. După decesul lui în templu din Paris în 1795, drepturile de succesiune au trecut unchiului său, care în cele din urmă a deveni regele Ludovic al XVIII-lea al Franței, fratele mai mic al regelui Ludovic al XVI-lea al Franței, ca membru senior al liniei de descendenți de la Ludovic al XIV-lea și a liniei Bourbon-Vendôme a Casei de Bourbon. 
După decesul lui Ludovic al XVIII-lea, tronul a trecut unui alt frate al regelui Ludovic al XVI-lea, Carol, Conte de Artois, care a urcat pe tron sub numele de Carol al X-lea al Franței. Fiul său, Louis-Antoine, Duce de Angoulême, s-a căsătorit cu Madame Royale, fiica unchiului său, Ludovic al XVI-lea al Franței, cu scopul de a uni liniile familiei regale. Totuși, Louis-Antoine și Madame Royale nu au avut copii. Louis-Antoine a fost rege al Franței pentru doar 20 de minute, după abdicarea tatălui său, însă a fost obligat să abdice, grantând toate drepturile Ducelui de Orléans, care a devenit Louis-Philippe, rege al francezilor.
Cu toate acestea, urmașii lui Carol al X-lea au refuzat să renunțe la pretențiile lor. Din această luptă au apărut legitimiștii, care l-au susținut pe Henri, conte de Chambord, nepotul regelui Carol al X-lea, și orleaniștii, care l-au susținut pe Ludovic Filip, Conte de Paris, nepotul regelui Louis-Philippe.

#### Linia spaniolă
Henri, Conte de Chambord a murit fără copii la 24 august 1883. Aceasta a însemnat stingerea liniei directe a regelui Ludovic al XIV-lea, prin nepotul său cel mare, Ludovic de Franța, Duce de Burgundia (duc de Bourgogne). Nepotul său mai mic,  Charles, Duce de Berry, a murit fără moștenitori care au supraviețuit. Conform legii de succesiune din Franța, drepturile de succesiune au trecut descendenților regelui Filip al V-lea al Spaniei, Philippe de Franța, Duce de Anjou, care a fost al doilea nepot al regelui Ludovic al XIV-lea al Franței. Unii dintre legitimiști îl recunosc pe nepotul lui Louis-Philippe, Philippe, Conte de Paris, ca moștenitor de drept. Alții, transferă loialitatea lor membrilor familiei regale spaniole, care descind din Filip al V-lea al Spaniei. 
În urma Războiului Succesiunii Spaniole, Philip, Duce de Anjou a moștenit tronul Spaniei, însă a trebuit să renunțe la drepturile sale și ale descendenților săi asupra coroanei Franței prin tratatul de la Utrecht, tratat prin care puterile aliate au vrut să prevină uriașa putere care ar fi devenit prin unirea celor două coroane: Franța și Spania.
Profitând de vidul de putere cauzat de moartea regelui Ludovic al XIV-lea în 1715, Filip a anunțat că va pretinde coroana franceză în cazul în care monarhul-copil Ludovic al XV-lea va muri, și a încercat să revendice teritoriul spaniol în Italia, precipitând Războiul Cvadruplei Alianțe în 1717.
După decesul lui Henri, Conte de Chambord, titlul a trecut vărului său îndepărtat și cumnat, Juan, Conte de Montizon, care era, de asemenea, pretendent carlist la tronul Spaniei, ca fiu al lui Carlos, Conte de Molina. A fost proclamat Jean al III-lea, rege al Franței și Navarei. 
| Nume descendent                             | Portret | Naștere | Căsătorie și copii                                                                 | Deces                              |
| ------------------------------------------- | ------- | --- | ---------------------------------------------------------------------------------- | ---------------------------------- |
| Filip al V-lea al Spaniei 1683–1746         |         | 19 decembrie 1683 Palatul Versailles fiu al lui Ludovic, Marele Delfin și Ducesa Maria Anna Victoria de Bavaria | Maria Luisa de Savoia 3 noiembrie 1701 Elisabeta Farnese 24 decembrie 1714 9 copii | 9 iulie 1746 Madrid 62 de ani      |
| Carol al III-lea al Spaniei 1716–1788       |         | 20 ianuarie 1716 Madrid fiu al lui Filip al V-lea și Elisabeta Farnese                                          | Maria Amalia de Saxonia 1738 13 copii                                              | 14 decembrie 1788 Madrid 72 de ani |
| Carol al IV-lea al Spaniei 1748–1819        |         | 11 noiembrie 1748 Portici fiu al lui Carol al III-lea al Spaniei și Maria Amalia de Saxonia                     | Maria Luisa de Parma 10 octombrie 1846 12 copii                                    | 10 aprilie 1904 Paris 73 de ani    |
| Infantele Carlos, Conte de Molina 1788–1855 |         | 29 martie 1788 Madrid fiu al lui Carol al IV-lea al Spaniei și Maria Luisa de Parma                             | Maria Francisca a Portugaliei 1816 Teresa, Prințesă de Beira 1838 2 copii          | 10 martie 1855 66 de ani           |
| Juan, Conte de Montizón 1883–1887           |         | 15 mai 1822 Palatul Regal Aranjuez fiu al Infantelui Carlos al Spaniei și Infanta Maria Francisca a Portugaliei | Maria Beatrix de Austria-Este 6 februarie 1847 2 copii                             | 21 noiembrie 1887 Hove 65 de ani   |
| Carlos, Duce de Madrid 1887–1909            |         | 30 martie 1848 Ljubljana fiu al lui Juan, Conte de Montizón și Maria Beatrix de Austria-Este                    | Margherita de Parma 4 februarie 1867 5 copii                                       | 18 iulie 1909 Varese 61 de ani     |
| Jaime, Duce de Madrid 1909–1931             |         | 27 iunie 1870 Vevey fiu al lui Carlos, Duce de Madrid și Margherita de Parma                                    | celibatar                                                                          | 2 octombrie 1931 Paris 61 de ani   |
| Alfonso Carlos, Duce de San Jaime 1931–1936 |         | 12 septembrie 1849 Londra fiu al lui Juan, Conte de Montizón și Maria Beatrix de Austria-Este                   | Maria das Neves a Portugaliei 26 aprilie 1871 1 copil                              | 29 septembrie 1936 Viena 87 de ani |

După decesul său, titlul a fost moștenit de fii și nepoul său, însă nici unul nu a avut urmași. După decesul Ducelui Alfonso Carlos, titlul a revenit vărului său, Francisc, Duce de Cádiz, care era fiul fratelui bunicului său. Francisc a fost soțul reginei Isabela a II-a a Spaniei. Prin urmare pretenția asupra titlului a fost moștenită de familia regală spaniolă prin persoana regelui Alfonso al XIII-lea al Spaniei. Apoi titlul a fost moștenit de fiul cel mare, Infantele Jaime, Duce de Segovia și ulterior de nepotul și strănepotul său.
Astfel, actualul moștenitor de sex masculin al regelui Ludovic al XIV-lea și reprezentantul drepturilor regelui Filip al V-lea al Spaniei la coroana Franței este Louis Alphonse, Duce de Anjou, care este văr primar cu fostul monarh al Spaniei, Juan Carlos I.
| Nume descendent                            | Portret | Naștere | Căsătorie și copii                                                                     | Deces                                   |
| ------------------------------------------ | ------- | --- | -------------------------------------------------------------------------------------- | --------------------------------------- |
| Alfonso al XIII-lea al Spaniei 1936–1941   |         | 17 mai 1886 Madrid fiu al lui Alfonso al XII-lea al Spaniei și Maria Christina de Austria                      | Victoria Eugenie de Battenberg 31 mai 1906 7 copii                                     | 28 februarie 1941 Roma 54 de ani        |
| Infantele Jaime, Duce de Segovia 1941–1975 |         | 23 iunie 1908 Segovia fiu al lui Alfonso al XIII-lea al Spaniei și Victoria Eugenie de Battenberg              | Emmanuelle de Dampierre 4 martie 1935 Rome 2 copii                                     | 20 martie 1975 St. Gallen 67 de ani     |
| Alfonso, Duce de Anjou și Cádiz 1975–1989  |         | 20 aprilie 1936 Roma fiu al Infantelui Jaime, Duce de Segovia și Emmanuelle de Dampierre                       | María del Carmen Martínez-Bordiú y Franco 8 martie 1972 Palatul Regal El Pardo 2 copii | 30 ianuarie 1989 Beaver Creek 53 de ani |
| Louis Alphonse, Duce de Anjou 1989–prezent |         | 25 aprilie 1974 Madrid fiu al lui Alfonso, Duce de Anjou și Cádiz și María del Carmen Martínez-Bordiú y Franco | Maria Margarita, Ducesă de Anjou 5 noiembrie 2004 Caracas 3 copii                      |                                         |

Totuși, dacă nu ar fi fost urmată Legea Salică, cel mai mare descendent în viață, moștenitorul regelui Ludovic al XIV-lea ar fi fost Prințesa Alicia de Bourbon-Parma, mama actualului Duce de Calabria. Odată cu decesul Madamei Royale, fiica regelui Ludovic al XVI-lea, linia directă a familiei regale franceze s-a stins. La moartea ei, moștenitorul general al regelui Ludovic al XIV-lea a fost Henri, Conte de Chambord ("Henric al V-lea"), care era nepotul de frate al soțului și vărului ei, Louis Antoine, Duce de Angoulême. Dacă nu ar fi fost urmată Legea Salică , titlul ar fi trecut surorii mai mari a contelui de Chambord, Louise Marie Thérèse d'Artois, care s-a căsătorit cu Carol al III-lea, Duce de Parma, el însuși un descendent direct al regelui Filip al V-lea al Spaniei. Prin această ascendență, Prințesa Alicia ar fi fost desemnată moștenitor general al regelui Ludovic al XIV-lea.
Prințesa Alicia este de asemenea o descendentă a lui Ludovic al XIV-lea prin altă linie. Fiica cea mare a lui Ludovic al XV-lea, Prințesa Louise Élisabeth a Franței s-a măritat cu Filip, Duce de Parma, un fiu al regelui Filip al V-lea al Spaniei și a Elisabetei Farnese.
| Nume descendent                                   | Portret | Naștere                                                                                            | Căsătorie și copii                                                                     | Deces                                     |
| ------------------------------------------------- | ------- | -------------------------------------------------------------------------------------------------- | -------------------------------------------------------------------------------------- | ----------------------------------------- |
| Marie Louise Élisabeth, Ducesă de Parma 1727–1759 |         | 14 august 1727 fiica lui Ludovic al XV-lea al Franței și Marie Leszczyńska                         | Filip, Duce de Parma 26 august 1739 3 copii                                            | 6 decembrie 1759 Versailles 32 de ani     |
| Ferdinand, Duce de Parma 1765–1802                |         | 20 ianuarie 1751 Parma fiu al lui Filip, Duce de Parma și Marie Louise Élisabeth                   | Arhiducesa Maria Amalia de Austria 19 iulie 1769 7 copii                               | 9 octombrie 1802 Fontevivo 51 de ani      |
| Louis de Etruria 1802–1803                        |         | 5 iulie 1773 Roma fiu al lui Ferdinand, Duce de Parma și Arhiducesa Maria Amalia de Austria        | Maria Louisa a Spaniei, Ducesă de Lucca 25 august 1795 2 copii                         | 27 mai 1803 Florența 30 de ani            |
| Carol al II-lea, Duce de Parma 1803–1883          |         | 22 decembrie 1799 Madrid fiu al lui Louis de Etruria și Maria Louisa a Spaniei, Ducesă de Lucca    | Maria Teresa de Savoia 5 septembrie 1820 2 copii                                       | 16 aprilie 1883 Nisa 84 de ani            |
| Robert I, Duce de Parma 1883–1907                 |         | 9 iulie 1848 Florența fiu al lui Carol al III-lea, Duce de Parma și Louise Marie Thérèse a Franței | Maria Pia a celor Două Sicilii 1869 12 copii Maria Antonia a Portugaliei 1884 12 copii | 16 noiembrie 1907 Viareggio 63 de ani     |
| Henric, Duce de Parma 1907–1939                   |         | 13 iunie 1873 Wartegg fiu al lui Robert I, Duce de Parma și Maria Pia a celor Două Sicilii         | celibatar                                                                              | 16 noiembrie 1939 Pianore 66 de ani       |
| Joseph, Duce de Parma 1939–1950                   |         | 30 iunie 1875 Biarritz fiu al lui Robert I, Duce de Parma și Maria Pia a celor Două Sicilii        | celibatar                                                                              | 7 ianuarie 1950 Pianore 75 de ani         |
| Elias, Duce de Parma 1950–1959                    |         | 23 iulie 1880 Biarritz fiu al lui Robert I, Duce de Parma și Maria Pia a celor Două Sicilii        | Maria Anna de Austria 25 mai 1903 Viena 8 copii                                        | 27 iunie 1959 Friedberg, Stiria 79 de ani |
| Robert al II-lea, Duce de Parma 1959–1974         |         | 7 august 1909 Weilburg fiu al lui Elias, Duce de Parma și Maria Anna de Austria                    | celibatar                                                                              | 25 noiembrie 1974 Viena 65 de ani         |
| Elisabeta de Parma 1974–1983                      |         | 17 martie 1904 Viena fiica lui Elias, Duce de Parma și Maria Anna de Austria                       | celibatară                                                                             | 13 iunie 1983 Bad Ischl 79 de ani         |
| Alicia, Ducesă de Calabria 1983–prezent           |         | 13 noiembrie 1917 Viena fiica lui Elias, Duce de Parma și Maria Anna de Austria                    | Infantele Alfonso, Duce de Calabria 30 noiembrie 1901 3 copii                          |                                           |

### Marie Thérèse de Franța
| Nume descendent                      | Portret | Naștere | Căsătorie și copii | Deces                                              |
| ------------------------------------ | ------- | --- | ------------------ | -------------------------------------------------- |
| Marie Thérèse de Franța 1667–1672    |         | 2 ianuarie 1667 Castelul Saint-Germain-en-Laye fiica regelui Ludovic al XIV-lea al Franței și Maria Theresa a Spaniei | necăsătorită       | 1 martie 1672 Castelul Saint-Germain-en-Laye 5 ani |
| Philippe Charles de Franța 1668–1671 |         | 5 august 1668 Castelul Saint-Germain-en-Laye fiul regelui Ludovic al XIV-lea al Franței și Maria Theresa a Spaniei    | necăsătorit        | 10 iulie 1671 Castelul Saint-Germain-en-Laye 3 ani |

## Copii nelegitimi

### CuLouise de La Vallière

#### Marie Anne de Bourbon
| Nume descendent                                 | Portret | Naștere | Căsătorie și copii                                                                        | Deces                            |
| ----------------------------------------------- | ------- | --- | ----------------------------------------------------------------------------------------- | -------------------------------- |
| Marie Anne de Bourbon 1666–1739                 |         | 2 octombrie 1666 Vincennes fiica regelui Ludovic al XIV-lea al Franței și Louise de La Vallière                     | Louis Armand I, Prinț de Conti 16 ianuarie 1680 Castelul Saint-Germain-en-Laye fără copii | 3 mai 1739 Paris 72 de ani       |
| Louis de Bourbon, Conte de Vermandois 1667–1683 |         | 2 octombrie 1667 Castelul Saint-Germain-en-Laye fiul regelui Ludovic al XIV-lea al Franței și Louise de La Vallière | celibatar                                                                                 | 18 noiembrie 1683 Flandra 16 ani |

### CuFrançoise-Athénaïs, marchiză de Montespan
Ludovic al XIV-lea și Françoise-Athénaïs au avut șapte copii în total iar ea a fost metresa lui cea mai faimoasă. Doi dintre copii lor au murit de foarte mici. Numele lor au fost Louise Françoise de Bourbon (martie 1669 – 23 februarie 1672) și Louis-César de Bourbon (20 iunie 1672 – 10 ianuarie 1683).

#### Louis-Auguste de Bourbon, Duke of Maine
| Nume descendent                                     | Portret | Naștere | Căsătorie și copii                            | Deces                                    |
| --------------------------------------------------- | ------- | --- | --------------------------------------------- | ---------------------------------------- |
| Louis Auguste de Bourbon, Duce de Maine 1670–1736   |         | 31 martie 1670 Castelul Saint-Germain-en-Laye fiu al regelui Ludovic al XIV-lea al Franței și Françoise-Athénaïs, marchiză de Montespan | Anne Louise Bénédicte de Bourbon 1692 7 copii | 14 mai 1736 Castelul Sceaux 66 de ani    |
| Louis Auguste de Bourbon, Prinț de Dombes 1736–1755 |         | 4 martie 1700 Versailles fiu al lui Louis Auguste de Bourbon, Duce de Maine și Anne-Louise-Bénédicte de Bourbon-Condé                   | celibatar                                     | 1 octombrie 1755 Fontainebleau 55 de ani |
| Louis Charles de Bourbon, Conte de Eu 1755–1775     |         | 5 octombrie 1701 Castelul Sceaux fiu al lui Louis Auguste de Bourbon, Duce de Maine și Anne Louise Bénédicte de Bourbon                 | celibatar                                     | 13 iulie 1775 Castelul Sceaux 73 de ani  |

#### Louise-Françoise de Bourbon
| Nume descendent                                            | Portret | Naștere | Căsătorie și copii                                                                                              | Deces                                   |
| ---------------------------------------------------------- | ------- | --- | --- | --------------------------------------- |
| Louise-Françoise de Bourbon 1673–1743                      |         | 1 iunie 1673 Tournai fiica regelui Ludovic al XIV-lea al Franței și Françoise-Athénaïs, marchiză de Montespan              | Louis al III-lea, Prinț de Condé 25 mai 1685 9 copii                                                            | 16 iunie 1743 Palatul Bourbon 70 de ani |
| Charles de Bourbon, Conte de Charolais 1743–1760           |         | 19 iunie 1700 Castelul Chantilly fiu al lui Louise-Françoise de Bourbon și Louis al III-lea, Prinț de Condé                | Jeanne de Valois-Saint Rémy 1 copil 2 copii nelegitimi                                                          | 23 iulie 1760 Paris 60 de ani           |
| Louis de Bourbon, Conte de Clermont 1760–1771              |         | 15 iunie 1709 fiu al lui Louise-Françoise de Bourbon și Louis al III-lea, Prinț de Condé                                   | Elisabeth-Claire Leduc 1765 2 copii                                                                             | 16 iulie 1771 62 de ani                 |
| Louis François de Bourbon, Prinț de Conti 1771–1776        |         | 13 august 1717 Paris fiu al Louise Élisabeth de Bourbon și Louis Armand de Bourbon, Prinț de Conti                         | Louise Diane d'Orléans 22 ianuarie 1731 2 copii                                                                 | 2 august 1776 Paris 58 de ani           |
| Louis François Joseph de Bourbon, Prinț de Conti 1776–1814 |         | 1 septembrie 1734 Paris fiu al lui Louis François de Bourbon, Prinț de Conti și Louise Diane d'Orléans                     | Marie Fortunée d'Este 1759 fără copii                                                                           | 13 martie 1814 Barcelona 80 de ani      |
| Louis-Philippe de Franța ("Regele cetățean") 1814–1850     |         | 6 octombrie 1773 Paris fiu al lui Louis Philippe al II-lea, Duce de Orléans și Louise Marie Adélaïde de Bourbon-Penthièvre | Maria Amalia a celor Două Sicilii 1809 10 copii                                                                 | 26 august 1850 Claremont 76 de ani      |
| Prințul Philippe, Conte de Paris 1850–1894                 |         | 24 august 1838 Paris fiu al Prințului Ferdinand Philippe, Duce de Orléans și Ducesa Helen de Mecklenburg-Schwerin          | Prințesa Marie Isabelle d'Orléans 30 mai 1864 8 copii                                                           | 8 septembrie 1894 Casa Stowe] 56 de ani |
| Prințul Philippe, Duce de Orléans 1894–1926                |         | 24 august 1869 Casa York, Twickenham fiu al Prințului Philippe, Conte de Paris și Prințesa Marie Isabelle d'Orléans        | Maria Dorothea de Austria 5 noiembrie 1896 fără copii                                                           | 28 martie 1926 Casa Stowe 56 de ani     |
| Prințul Jean, Duce de Guise 1926–1940                      |         | 4 septembrie 1874 Paris fiu al Prințul Robert, Duce de Chartres și Marie-Françoise d'Orléans                               | Prințesa Isabelle d'Orléans 30 octombrie 1899 4 copii                                                           | 25 august 1940 Larache 66 de ani        |
| Prințul Henri, Conte de Paris 1940–1999                    |         | 5 iulie 1908 Le Nouvion-en-Thiérache fiu al Prințul Jean, Duce de Guise și Prințesa Isabelle d'Orléans                     | Prințesa Isabel de Orléans-Braganza 8 aprilie 1931 11 copii                                                     | 19 iunie 1999 Cherisy 91 de ani         |
| Henri, Conte de Paris, Duce de Franța 1999–prezent         |         | 14 iunie 1933 Woluwe-Saint-Pierre fiu al Henri, conte de Paris și Prințesa Isabel de Orléans-Braganza                      | Marie Therese de Württemberg 5 iulie 1957 5 copii Micaela Cousiño Quiñones de León 31 octombrie 1984 fără copii |                                         |

#### Louis César de Bourbon
| Nume descendent                       | Portret | Naștere | Căsătorie și copii | Deces                   |
| ------------------------------------- | ------- | --- | ------------------ | ----------------------- |
| Louis César, Conte de Vexin 1672-1683 |         | 20 iunie 1673 Bussy-Saint-Georges fiu al regelui Ludovic al XIV-lea al Franței și Françoise-Athénaïs, marchiză de Montespan | necăsătorit        | 10 ianuarie 1683 10 ani |

#### Louise Marie Anne de Bourbon
| Nume descendent                        | Portret | Naștere | Căsătorie și copii | Deces                    |
| -------------------------------------- | ------- | --- | ------------------ | ------------------------ |
| Louise Marie Anne de Bourbon 1674–1681 |         | 18 noiembrie 1674 Castelul Saint-Germain-en-Laye fiica regelui Ludovic al XIV-lea al Franței și Françoise-Athénaïs, marchiză de Montespan | necăsătorită       | 15 septembrie 1681 6 ani |

#### Françoise-Marie de Bourbon
| Nume descendent                                        | Portret | Naștere | Căsătorie și copii                                                                                              | Deces                                           |
| ------------------------------------------------------ | ------- | --- | --- | ----------------------------------------------- |
| Françoise-Marie de Bourbon 1677–1749                   |         | 25 mai 1677 Maintenon fiica egelui Ludovic al XIV-lea al Franței și Françoise-Athénaïs, marchiză de Montespan              | Philippe al II-lea, Duce de Orléans 9 ianuarie 1692 8 copii                                                     | 1 februarie 1749 Castelul Saint-Cloud 71 de ani |
| Louis d'Orléans, Duce de Orléans 1749–1752             |         | 4 august 1703 Palatul Versailles fiu al Françoise-Marie de Bourbon și Philippe al II-lea, Duce de Orléans                  | Auguste Marie Johanna de Baden-Baden 18 iunie 1724 2 copii                                                      | 4 februarie 1752 Paris 48 de ani                |
| Louis Philippe I, Duce de Orléans 1752–1785            |         | 12 mai 1725 Palatul Versailles fiu al Louis d'Orléans, Duce de Orléans și Auguste Marie Johanna de Baden-Baden             | Louise Henriette de Bourbon 1743 3 copii                                                                        | 18 noiembrie 1785 Seine-Port 60 de ani          |
| Louis Philippe al II-lea, Duce de Orléans 1785–1793    |         | 13 aprilie 1747 Castelul de Saint Cloud fiu al Louis Philippe I, Duce de Orléans și Louise Henriette de Bourbon            | Louise Marie Adélaïde de Bourbon 6 iunie 1769 5 copii                                                           | 6 noiembrie 1793 Paris 46 de ani                |
| Louis-Philippe de Franța ("Regele cetățean") 1814–1850 |         | 6 octombrie 1773 Paris fiu al lui Louis Philippe al II-lea, Duce de Orléans și Louise Marie Adélaïde de Bourbon-Penthièvre | Maria Amalia a celor Două Sicilii 1809 10 copii                                                                 | 26 august 1850 Claremont 76 de ani              |
| Prințul Philippe, Conte de Paris 1850–1894             |         | 24 august 1838 Paris fiu al Prințului Ferdinand Philippe, Duce de Orléans și Ducesa Helen de Mecklenburg-Schwerin          | Prințesa Marie Isabelle d'Orléans 30 mai 1864 8 copii                                                           | 8 septembrie 1894 Casa Stowe] 56 de ani         |
| Prințul Philippe, Duce de Orléans 1894–1926            |         | 24 august 1869 Casa York, Twickenham fiu al Prințului Philippe, Conte de Paris și Prințesa Marie Isabelle d'Orléans        | Maria Dorothea de Austria 5 noiembrie 1896 fără copii                                                           | 28 martie 1926 Casa Stowe 56 de ani             |
| Prințul Jean, Duce de Guise 1926–1940                  |         | 4 septembrie 1874 Paris fiu al Prințul Robert, Duce de Chartres și Marie-Françoise d'Orléans                               | Prințesa Isabelle d'Orléans 30 octombrie 1899 4 copii                                                           | 25 august 1940 Larache 66 de ani                |
| Prințul Henri, Conte de Paris 1940–1999                |         | 5 iulie 1908 Le Nouvion-en-Thiérache fiu al Prințul Jean, Duce de Guise și Prințesa Isabelle d'Orléans                     | Prințesa Isabel de Orléans-Braganza 8 aprilie 1931 11 copii                                                     | 19 iunie 1999 Cherisy 91 de ani                 |
| Henri, Conte de Paris, Duce de Franța 1999–prezent     |         | 14 iunie 1933 Woluwe-Saint-Pierre fiu al Henri, conte de Paris și Prințesa Isabel de Orléans-Braganza                      | Marie Therese de Württemberg 5 iulie 1957 5 copii Micaela Cousiño Quiñones de León 31 octombrie 1984 fără copii |                                                 |

#### Louis-Alexandre de Bourbon, Conte de Toulouse
| Nume descendent                                           | Portret | Naștere | Căsătorie și copii                                                                                              | Deces                                              |
| --------------------------------------------------------- | ------- | --- | --- | -------------------------------------------------- |
| Louis Alexandre de Bourbon, Conte de Toulouse 1678–1737   |         | 6 iunie 1678 Palatul Versailles fiu al regelui Ludovic al XIV-lea al Franței și Françoise-Athénaïs, marchiză de Montespan               | Marie Victoire de Noailles 2 februarie 1723 1 copil                                                             | 1 decembrie 1737 Castelul de Rambouillet 59 de ani |
| Louis Jean Marie de Bourbon, Duce de Penthièvre 1737–1793 |         | 16 noiembrie 1725 Castelul de Rambouillet fiu al Louis-Alexandre de Bourbon, conte de Toulouse și Marie Victoire de Noailles            | Prințesa Maria Teresa Felicitas de Modena 1744 7 copii                                                          | 4 martie 1793 Vernon, Eure 68 de ani               |
| Louise Marie Adélaïde de Bourbon 1793–1821                |         | 13 martie 1753 Hôtel de Toulouse fiica lui Louis Jean Marie de Bourbon, Duce de Penthièvre și Prințesa Maria Teresa Felicitas de Modena | Louis Philippe al II-lea, Duce de Orléans 6 iunie 1769 5 copii                                                  | 27 iunie 1821 Ivry-sur-Seine 68 de ani             |
| Louis-Philippe de Franța ("Regele cetățean") 1814–1850    |         | 6 octombrie 1773 Paris fiu al lui Louis Philippe al II-lea, Duce de Orléans și Louise Marie Adélaïde de Bourbon-Penthièvre              | Maria Amalia a celor Două Sicilii 1809 10 copii                                                                 | 26 august 1850 Claremont 76 de ani                 |
| Prințul Philippe, Conte de Paris 1850–1894                |         | 24 august 1838 Paris fiu al Prințului Ferdinand Philippe, Duce de Orléans și Ducesa Helen de Mecklenburg-Schwerin                       | Prințesa Marie Isabelle d'Orléans 30 mai 1864 8 copii                                                           | 8 septembrie 1894 Casa Stowe] 56 de ani            |
| Prințul Philippe, Duce de Orléans 1894–1926               |         | 24 august 1869 Casa York, Twickenham fiu al Prințului Philippe, Conte de Paris și Prințesa Marie Isabelle d'Orléans                     | Maria Dorothea de Austria 5 noiembrie 1896 fără copii                                                           | 28 martie 1926 Casa Stowe 56 de ani                |
| Prințul Jean, Duce de Guise 1926–1940                     |         | 4 septembrie 1874 Paris fiu al Prințul Robert, Duce de Chartres și Marie-Françoise d'Orléans                                            | Prințesa Isabelle d'Orléans 30 octombrie 1899 4 copii                                                           | 25 august 1940 Larache 66 de ani                   |
| Prințul Henri, Conte de Paris 1940–1999                   |         | 5 iulie 1908 Le Nouvion-en-Thiérache fiu al Prințul Jean, Duce de Guise și Prințesa Isabelle d'Orléans                                  | Prințesa Isabel de Orléans-Braganza 8 aprilie 1931 11 copii                                                     | 19 iunie 1999 Cherisy 91 de ani                    |
| Henri, Conte de Paris, Duce de Franța 1999–prezent        |         | 14 iunie 1933 Woluwe-Saint-Pierre fiu al Henri, conte de Paris și Prințesa Isabel de Orléans-Braganza                                   | Marie Therese de Württemberg 5 iulie 1957 5 copii Micaela Cousiño Quiñones de León 31 octombrie 1984 fără copii |                                                    |